# Ognon (dopływ Aude)
Ognon – rzeka we Francji, przepływająca na terenie departamentów Hérault i Aude. Ma długości 23,2 km. Stanowi lewy dopływ rzeki Aude.

## Geografia
Rzeka ma swoje źródła w górach Montagne Noire, w gminie Cassagnoles, w departamencie Hérault, na północny wschód od wzniesienia Labeouradou (614 m n.p.m.). Początkowo płynie na południe, lecz między miejscowościami Félines-Minervois i La Livinière zmienia bieg na kierunek wschodni. W dolnym odcinku krzyżuje się z Canal du Midi, by niedługo potem ujść do Aude w miejscowości Homps.
Ognon płynie na terenie 7 gmin. Położone są na terenie departamentów Hérault i Aude. Przepływa przez Cassagnoles (źródło), Félines-Minervois, La Livinière, Siran, Pépieux, Olonzac i uchodzi w Homps.

## Hydrologia
Uśredniony roczny przepływ rzeki Ognon wynosi 0,233 m³/s. Pomiary były przeprowadzone na przestrzeni ostatnich 38 lat w miejscowości Pépieux. Największy przepływ notowany jest w lutym (0,462 m³/s), a najmniejszy w sierpniu – 0,031 m³/s.

## Dopływy
Ognon ma 11 opisanych dopływów. Są to:
- Ruisseau des Graves
- Ruisseau de Saint-Peyre
- Ruisseau des Marges
- Ruisseau du Fond de Causse
- Ruisseau des Merlaux
- Ruisseau des Mourgues
- Ruisseau des Pontels
- Ruisseau de Landrogoul
- Ruisseau de la Combe
- Béal
- Espène